# 강민구 (연출가)
강민구는 대한민국의 텔레비전 드라마 연출감독이다.

## 드라마
- 2020년 JTBC 금토 미니시리즈 《이태원 클라쓰》 ... 공동연출
- 2020년 ~ 2021년 TV조선 주말 미니시리즈 《복수해라》 ... 공동연출
- 2022년 ENA 수목 미니시리즈 《굿잡》 ... 공동연출
- 2022년 DISNEY+ 오리지널 드라마 《변론을 시작하겠습니다》 ... 연출
- 2024년 ENA 월화 미니시리즈 《나미브》 ... 공동연출